# NGC 2237
NGC 2237 is een emissienevel in de Rozettenevel, die zich bevindt in het sterrenbeeld Eenhoorn. Het hemelobject werd in 1871 ontdekt door de Amerikaanse astronoom Lewis A. Swift. Meestal wordt met NGC 2237 de volledige Rozettenevel aangeduid.